# Xu Huiyan
Det här är en artikel om en person med kinesiskt personnamn; Xu är familjenamnet.
Xu Huiyan, född 9 oktober 2005, är en kinesisk konstsimmare.

## Karriär
Vid VM 2024 i Doha tog Xu brons i  damernas tekniska soloprogram. Vid VM 2025 i Singapore tog hon guld i det tekniska soloprogrammet och silver i det fria soloprogrammet. Xu var även en del av Kinas lag som tog guld i det fria, tekniska och akrobatiska lagprogrammet.